# Ompolykövesd
Ompolykövesd románul: Pătrângeni, falu Romániában, Erdélyben, Fehér megyében.

## Fekvése

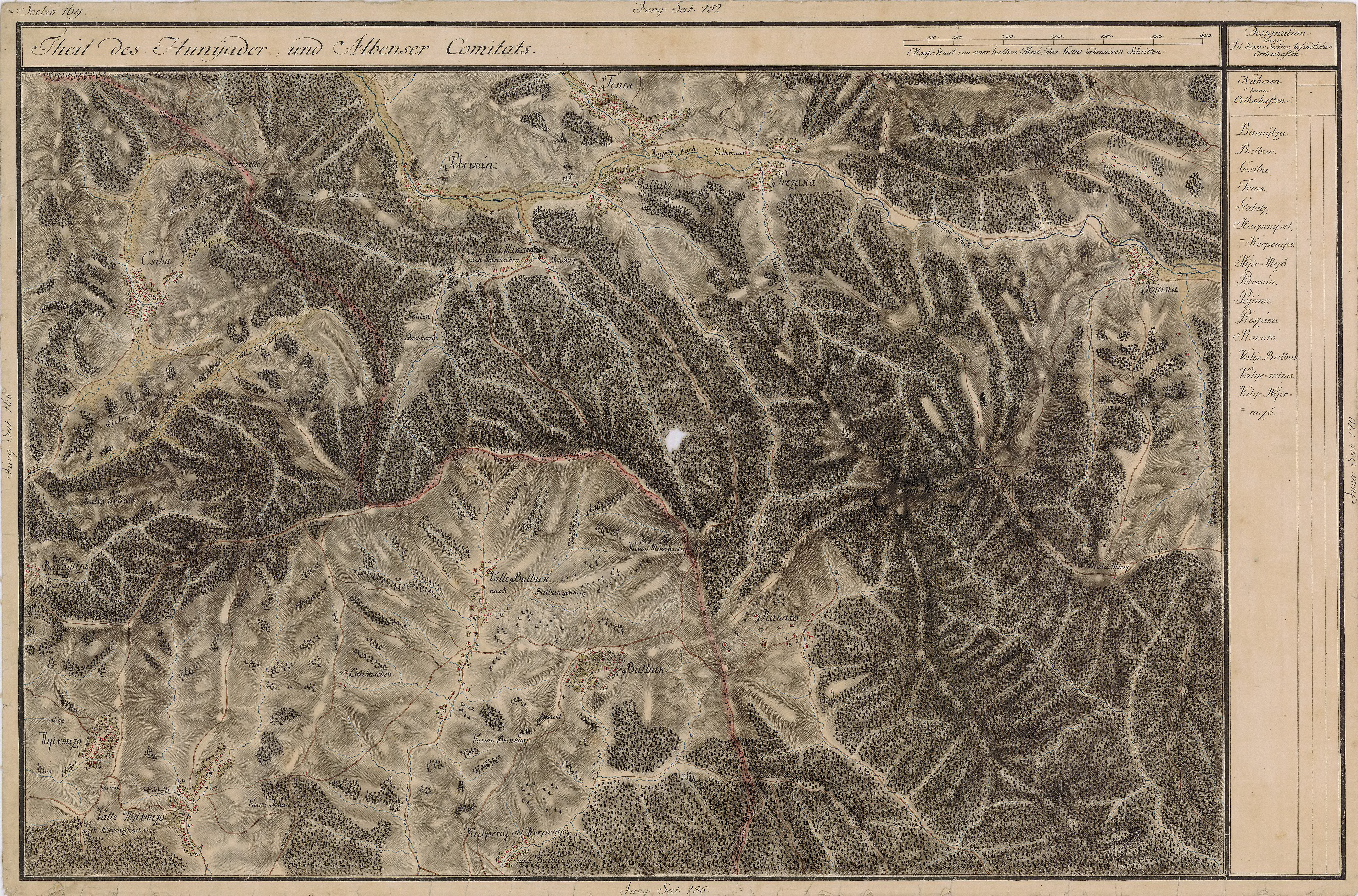
Ompolykövesd egy régi térképen

Zalatna délkeleti szomszédjában, az Ompoly jobb parti úton fekvő település.

## Története
Ompolykövesd nevét 1733-ban említette először oklevél Petreselyem néven.
Későbbi névváltozatai: 1750-ben Petrinscheni, 1760–1762 között Petrosány, 1808-ban Petresán, Petrezán, 1861-ben Petrosán, 1888-ban Petrosán (Petrinsej), 1913-ban Ompolykövesd.
A trianoni békeszerződés előtt Alsó-Fehér vármegye Magyarigeni járásához tartozott.
1910-ben 1144 lakosából 10 magyar, 1101 román volt. Ebből 124 görögkatolikus, 1003 görögkeleti ortodox volt.